# Прибужье
Прибужье (укр. Прибужжя) — село в Доманёвском районе Николаевской области Украины. До 1946 г. село называлось Акмечетъ (Ахмечетка). Прибужье возникло невдалеке от бывшего турецкого поселка XVII—XVIII вв., в котором находилась белая мечеть (ак-мечеть), отсюда и первоначальное название села — Акмечетка. Его первыми жителями были переселенцы из Полтавской губернии и центральных районов России.
Население по переписи 2001 года составляло 1989 человек. Почтовый индекс — 56445. Телефонный код — 5152. Занимает площадь 2,163 км².
К юго-востоку от села, сразу за рекой Южный Буг, расположен Прибужский карьер.

## История
В 1945 г. Указом ПВС УССР село Акмечетка переименовано в Прибужье.

## Известные уроженцы
- Дорош, Юрий Порфирьевич — Герой Советского Союза.

## Местный совет
56445, Николаевская обл., Доманёвский р-н, с. Прибужье, ул. Акмечетская, 50